# Corona eslovaca
La corona eslovaca (slovenská koruna en eslovaco) fue la moneda oficial de Eslovaquia desde el 8 de febrero de 1993 hasta el 31 de diciembre de 2008. Una corona se dividía en 100 helers. El código ISO 4217 para esta unidad monetaria es SKK y su abreviatura Sk.
El 1 de enero de 2009, Eslovaquia pasó a adoptar el euro como su nueva moneda.

## Historia
La primera corona, conocida como corona eslovaca de la Segunda Guerra Mundial, se estableció en 1939 en sustitución de la corona checoslovaca (introducida en 1919 para reemplazar a la corona austrohúngara) y duró hasta el final de la guerra, ya que el 1 de noviembre de 1945 fue sustituida de nuevo por la corona checoslovaca.
La segunda corona fue introducida el 8 de febrero de 1993, con la independencia eslovaca a raíz de la disolución de Checoslovaquia y, por lo tanto, de la desaparición de la corona checoslovaca.

### Euro
El 28 de noviembre de 2005, la corona ingresó en el MTC II, el mecanismo de tipos de cambio de la Unión Europea, con un tipo de cambio de 38,4550 coronas eslovacas = 1 euro con una banda de fluctuación de ± 15%. Este tipo central se modificó el 17 de marzo de 2007 por el de 35,4424 coronas eslovacas = 1 euro; y el 28 de mayo de 2008 por el de 30,1260 coronas eslovacas = 1 euro.
El 7 de mayo de 2008, la Comisión Europea propuso la entrada de Eslovaquia en la zona del euro. El 19 de junio de 2008, los jefes de Estado y de Gobierno de la Unión Europea aprobaron dicha incorporación. Finalmente, el 8 de julio de 2008, el Consejo de Asuntos Económicos y Financieros de la UE (ECOFIN) dio luz verde a la incorporación de Eslovaquia a la zona del euro y estableció la tasa de cambio irrevocable en 30,1260 coronas eslovacas = 1 euro.
El 1 de enero de 2009, Eslovaquia pasó a adoptar el euro como su nueva moneda.

## Monedas
En 1939 se introdujeron monedas de 10 helers, y 5 y 20 coronas, además de las denominaciones de 20 y 50 helers y 1 corona en 1940. Las monedas de 10 y 20 helers eran de bronce, las de 50 h y 1 Sk de cuproníquel, las de 5 Sk de níquel y la de 20 coronas de plata. En 1942, se introdujeron monedas de 5 helers de zinc, y se utilizó aluminio para acuñar las denominaciones de 20 h. En 1943 se reemplazó el zinc por el aluminio en las de 50 helers y se añadieron al cono monetario denominaciones de 10 y 50 coronas de plata en 1944.
Comparando las emisiones anteriores a la guerra, la corona eslovaca contaba con una moneda de 50 coronas nueva, y el contenido de plata en las de 10 y 20 Sk se redujo de las 700 milésimas a las 500, a la vez que redujeron su tamaño. Sus diseñadores fueron Anton Hám, Andrej Peter, Gejza Angyal, Ladislav Majerský y František Štefunko. Todas se acuñaron en la ceca de Kremnica.
En 1993, tras la disolución de Checoslovaquia, Eslovaquia introdujo su propia moneda sustituyendo la corona checoslovaca con una tasa de cambio de 1:1. Se acuñaron monedas de 10, 20 y 50 helers de aluminio, y 1, 2, 5 y 10 coronas. Debido a la inflación las monedas de 10 y 20 helers dejaron de circular en 1995, y se introdujo un nuevo tipo de 50 helers de cobre.
Las monedas en que circularon hasta el 31 de diciembre de 2008 fueron las siguientes:
| Imagen | Denominación | Metal                   | Diámetro (mm) | Peso (g) | Canto    | Anverso                                                       | Reverso                                     |
| ------ | ------------ | ----------------------- | ------------- | -------- | -------- | ------------------------------------------------------------- | ------------------------------------------- |
|        | 50 Hellers   | Aluminio                | 22,00         | 1,20     | Estriado | Escudo de Eslovaquia - SLOVENSKÁ REPUBLIKA - año de acuñación | 50 h - Castillo de Devín                    |
|        | 50 Hellers   | Acero chapado en Cobre  | 18,75         | 2,80     | Estriado | Escudo de Eslovaquia - SLOVENSKÁ REPUBLIKA - año de acuñación | 50 h - Castillo de Devín                    |
|        | 1 Corona     | Acero chapado en Bronce | 21,00         | 3,85     | Estriado | Escudo de Eslovaquia - SLOVENSKÁ REPUBLIKA - año de acuñación | 1 Sk - Virgen de Kremnica                   |
|        | 2 Coronas    | Cuproníquel             | 22,50         | 4,40     | Liso     | Escudo de Eslovaquia - SLOVENSKÁ REPUBLIKA - año de acuñación | 2 Sk - Venus neolítica de Nitriansky Hradok |
|        | 5 Coronas    | Cuproníquel             | 24,75         | 5,40     | Estriado | Escudo de Eslovaquia - SLOVENSKÁ REPUBLIKA - año de acuñación | 5 Sk - Tetradracma celta                    |
|        | 10 Coronas   | Bronce de Aluminio      | 26,50         | 6,60     | Liso     | Escudo de Eslovaquia - SLOVENSKÁ REPUBLIKA - año de acuñación | 10 Sk - Crucifijo de Velka Maca             |

## Billetes
En 1939 se imprimió en los billetes de 100, 500 y 1.000 coronas la leyenda SLOVENSKÝ ŠTÁT para utilizarse en territorio eslovaco. Durante ese mismo año también se introdujeron las denominaciones de 10 y 20 coronas.
En 1993 los billetes de Checoslovaquia llevaban un sello pegado con las armas de Eslovaquia y la denominación. Más tarde se introdujeron las nuevas series de billetes en denominaciones de 20, 50, 100, 500 y 1.000 coronas. En 1994 se añadió el billete de 5.000 Sk y en 1995 el de 200 Sk.
A continuación se muestran las características de los billetes que circularon hasta la adopción del euro:
| Denominación | Dimensiones (milímetros) | Cambio  | Imagen | Imagen | color | color    | Anverso                                                            | Reverso                                                              |
| ------------ | ------------------------ | ------- | ------ | ------ | ----- | -------- | ------------------------------------------------------------------ | -------------------------------------------------------------------- |
| 20 korún     | 128 x 65                 | €0.66   |        |        |       | Verde    | Príncipe Pribina                                                   | Castillo de Nitra                                                    |
| 50 korún     | 134 x 68                 | €1.66   |        |        |       | Azul     | Cirilo y Metodio                                                   | Iglesia de Dražovce                                                  |
| 100 korún    | 140 x 71                 | €3.32   |        |        |       | Rojo     | Virgen de Levoča                                                   | Iglesia de San Jacobo Levoča/Leutschau                               |
| 200 korún    | 146 x 74                 | €6.64   |        |        |       | Turquesa | Anton Bernolák (1762 – 1813),                                      | Trnava en el siglo XVIII                                             |
| 500 korún    | 152 x 77                 | €16.60  |        |        |       | Marrón   | Ľudovít Štúr (1815 – 1856), líder nacional del movimiento Eslovaco | Castillo de Bratislava y la iglesia de S. Miguel                     |
| 1000 korún   | 158 x 80                 | €33.19  |        |        |       | Morado   | Andrej Hlinka (1864 – 1938), político y Sacerdote                  | Virgen de Liptovské Sliače/Liptau Iglesia de S. Andrés en Ružomberok |
| 5000 korún   | 164 x 82                 | €165.97 |        |        |       | Naranja  | Milan Rastislav Štefánik (1880 – 1919), político                   | Constelación Ursa Major                                              |